# Ad Liberum
«Аd Liberum» — негосударственный авторский театр в Петрозаводске, Республика Карелия. Организован в 2010 году группой артистов, ликвидированного в 2006 году Государственного Русского театра драмы Республики Карелии.

## История
Свою творческую историю театр «Аd Liberum» ведёт с 1906 года, времени открытия первого театра в Народном доме Петрозаводска.

### «Театр 1000 дней»
16 мая 2006 года здание Русского театра драмы Республики Карелия было закрыто на капитальный ремонт. Труппы драматического и Музыкального театра Республики Карелия объединились под условным названием «Театр 1000 дней» (тысяча дней, отведённых по плану на ремонт здания). Спектакли шли на сцене гостиницы «Маски».

### Драматическая труппа Музыкального театра
8 июня 2009 года здание театра на площади Кирова открылось после капитального ремонта. Решением Правительства Республики Карелия, драматическая труппа была лишена звания театра, Русский театр драмы Республики Карелия юридически прекратил своё существование. В здании продолжил свою работу Музыкальный театр Республики Карелия, в штат которого была включена драматическая труппа, которая продолжила свою работу на сцене гостиницы «Маски».
В декабре 2009 года Малая сцена в гостинице была закрыта в связи с несоответствием требованиям пожарной безопасности. Драматическая труппа продолжила работу на сцене Карельского колледжа культуры и искусств в Петрозаводске. 20 апреля 2010 года драматическая труппа была уволена из состава Музыкального театра по сокращению штата в полном составе.

### Негосударственный авторский театр «Аd Liberum»
20 апреля 2010 года зарегистрирован негосударственный авторский театр Республики Карелия «Аd Liberum», 14 мая 2010 года в помещении Экспоцентра (здание бывшего Дома культуры Онежского тракторного завода) состоялось торжественное открытие театра. Первым спектаклем стала комедия М. Мэйо и М. Эннекен «Моя жена — лгунья!».
Со второй половины 2010 года театральная площадка — в здании Петрозаводской музыкальной школы № 1 имени Гельмера Синисало на Октябрьском проспекте, д. 11.
В декабре 2010 года театр завоевал главную награду — Гран-при — на XVII Международном театральном фестивале «Рождественский парад — 2010», представив трагикомедию С. Беккета «В ожидании Годо» в постановке Снежаны Савельевой.
28 сентября 2012 года, в рамках всероссийского театрального форума фестиваль фестивалей «У золотых ворот» в г. Владимире, театр представил спектакль «В ожидании Годо» С. Беккета, получив специально учреждённый приз жюри фестиваля.

## Коллектив театра (2023 год)

### Руководство театра
- Снежана Савельева, заслуженная артистка Республики Карелия, художественный руководитель и главный режиссёр
- Владимир Елымчев, директор
- Марина Рябинина, главный администратор
- Елена Сапегина, заместитель директора, менеджер по связям со СМИ
- Олег Щукарев, балетмейстер
- Наталья Файзуллина, заведующая музыкальной частью, звукорежиссёр
- Антон Гудков, художник по свету
- Кадрия Биккинеева, художник
- Ольга Калина, администратор

### Артисты театра
- Снежана Савельева, заслуженная артистка Республики Карелия
- Валерий Израэльсон, заслуженный артист Карелии
- Елена Сапегина, заслуженная артистка Карелии
- Ольга Лукашова
- Владимир Елымчев
- Наталья Файзуллина
- Наталия Антипина
- Александр Волков
- Екатерина Баранова
- Константин Гашков
- Кристина Усанкова
- Мария Андреева
- Сергей Шатровский

## Спектакли
- С. Беккет «В ожидании Годо» (2010)
- М. Мэйо, М. Эннекен «Моя жена — лгунья!» (2010)